# 驼柄姬蜂属
驼柄姬蜂属（学名：Hybomischos）是姬蜂科下的一个属。

## 下属物种
本属包括以下物种：
- 长白山驼柄姬蜂 Hybomischos changbaishanus He
- 红胸驼柄姬蜂 Hybomischos rufimesothorax He
- 七带驼柄姬蜂 Hybomischos septemcinctorius (Thunberg)